# Linn Jørum Sulland
Linn Jørum Sulland (født 15. juli 1984) er en norsk håndboldspiller, der spiller for Vipers Kristiansand. Hun har været tilknyttet det norske landshold, hvor hun var hjemmeværende reserve, da Norge blev olympiske mestre ved OL i 2008. Hun blev udtaget før semifinalen ved EM i 2010 som erstatning for Stine Bredal Oftedal. Pr. 20. december 2015 har hun scoret 546 mål i spillet 183. landskampe.